# Movin' Out
Movin' Out je šestá epizoda amerického hudebního seriálu Glee a v celkovém pořadí devadesátá čtvrtá epizoda tohoto seriálu. Poprvé se vysílala ve Spojených státech 21. listopadu 2013 na televizním kanálu Fox. Tento díl je hudební poctou zpěvákovi Billymu Joelovi a obsahuje sedm jeho písní. Tyra Banks hostuje jako Bichette, ředitelka modelingové agentury.

## Obsah epizody
Vedoucí sboru Will Schuester (Matthew Morrison) zjistí, že ředitelka Sue Sylvester (Jane Lynch) zorganizovala trh na výběr povolání na McKinleyově střední škole, do kterého ale nezahrnula žádné umělecké obory, protože nevěří, že by to mohlo mít úspěch. Will je nucen přiznat, že show business je velmi těžká životní cesta a zadá New Directions úkol zpívat písně od Billyho Joela, díky jeho známým bojům dosáhnout slávy.
Blaine Anderson (Darren Criss) a Sam Evans (Chord Overstreet) zpívají "Movin' Out" a poté cestují do New Yorku, aby absolvovali pohovory a přijímají zkoušky na vysoké školy a zůstávají u Rachel Berry (Lea Michele), Kurta Hummela (Chris Colfer) a Santany Lopez (Naya Rivera). Později ve Spotlight Diner, Kurt podpoří Blaina, aby zazpíval, jako zkoušku před konkurzem na NYADU a Blaine za velkého úspěchu zpívá "Piano Man". Nicméně je Blaine nerozhodný ohledně toho, jestli chce opravdu dělat přijímací zkoušky na NYADU, protože má i spoustu jiných zájmů, ale Kurt ho povzbudí, aby podporoval své největší záliby.
V Limě se Jake Puckerman (Jacob Artist) snaží omluvit Marley Rose (Melissa Benoist) za to, že ji podvedl, ale ona ho odmítá. Jake je naštvaný a rozhodne se pokračovat v životě sukničkáře a zpívá "My Life". Ryder Lynn (Blake Jenner) si všimne, že Jake Marley ublížil a později se jí snaží pozvat na schůzku a zpívá "An Innocent Man", čímž jí přesvědčí, aby jeho pozvání přijala. Mezitím si Artie Abrams (Kevin McHale) všimne, že Becky Jackson (Lauren Potter) si prohlíží brožurky o výběru povolání a chce ji v tom podpořit, ale zastaví ho Sue, která si myslí, že je pro Becky nejbezpečnější zůstat v její kanceláři. Artie ji ale i přesto chce pomoci a zpívá "Honesty" a později ji bere na prohlídku University of Cincinnati, který má program pro studenty se speciálními potřebami. Sue tento nápad přijme a později si uvědomí, že je na to Becky připravená a podpoří ji.
V New Yorku Sam absolvuje katastrofální pohovor kvůli stipendiu na vysokou školu a později přiznává Rachel, že nechce jít na vysokou školu, protože již od dětství je jeho velkým snem stát se modelem. Rachel pro něj organizuje focení a vytvoří mu portfolio, které Sam předloží prestižní modelingové agentce, Bichette (Tyra Banks). Ačkoliv ji Sam zaujme, tak trvá na tom, že musí zhubnout 5 kilogramů. Sam je v začátku pro, ale Rachel, Blaine, Kurt a Santana mu to rozmluví a prostřednictvím písně "Just the Way You Are" ho přesvědčí, aby se poohlédl i po jiných modelingových agenturách.
V Limě je Ryder nadšen z první schůzky z Marley, ale ona mu řekne, že se stále dostává z rozchodu s Jakem a že není připravená na nový vztah, díky čemuž je Ryder znepokojený. Sam a Blaine se vrátí po Blainově úspěšném konkurzu na NYADU a řeknou Sue, že se mýlí ohledně jejího názoru na kariéru v umění. New Directions jsou posíleni úspěchem a ke zakončení dne, v čele s Willem, zpívají "You May Be Right".

## Seznam písní
- "Movin' Out"
- "Piano Man"
- "My Life"
- "Honesty"
- "An Innocent Man"
- "Just the Way You Are"
- "You May Be Right"

## Hrají
| Jacob Artist     | Jake Puckerman      |
| Melissa Benoist  | Marley Rose         |
| Chris Colfer     | Kurt Hummel         |
| Darren Criss     | Blaine Anderson     |
| Blake Jenner     | Ryder Lynn          |
| Jane Lynch       | Sue Sylvester       |
| Kevin McHale     | Artie Abrams        |
| Lea Michele      | Rachel Berry        |
| Matthew Morrison | William Schuester   |
| Alex Newell      | Wade "Unique" Adams |
| Chord Overstreet | Sam Evans           |
| Naya Rivera      | Santana Lopez       |
| Becca Tobin      | Kitty Wilde         |
| Jenna Ushkowitz  | Tina Cohen-Chang    |